# EXIF – Recherche & Analyse
EXIF – Recherche & Analyse ist eine seit 2017 aktive Rechercheplattform. Die Plattform bezeichnet sich selbst als antifaschistisch. EXIF befasst sich mit der neonazistischen und rechtsextremen Szene. Hierzu veröffentlicht die Plattform sowohl Kurzmeldungen als auch umfassende Hintergrundberichte und Fotos. Die Betreiber der Seite gehen anonym vor.

## Name
Der Name ist von Exchangeable Image File Format, kurz EXIF, abgeleitet. Er steht laut der Betreiber-Website für „Informationen hinter Bildern“.

## Aktivitäten
Im Sommer 2018 veröffentlichte das Portal den aktuell umfassendsten Bericht zu Combat 18 in Deutschland, auf dem später auch ein Teil der Recherche von STRG F basierte und der vor dem Verbot von Combat 18 in Deutschland im Januar 2020 bereits dessen Gefährlichkeit aufzeigte. Nach den Ergebnissen von EXIF war die Gruppierung mit etwa 50 Personen größer, als es die Verbotsbeschreibung mit 20 Personen annimmt. Die Rolle von Thorsten Heise, der zum Unterstützerumfeld des NSU gezählt wird, war ebenso Teil der Nachforschungen. Auch zum österreichischen Ableger von Combat 18 veröffentlichte EXIF Recherche-Ergebnisse.
Verbindungen vom mutmaßlichen Mörder von Walter Lübcke, Stephan Ernst, zu Combat 18 wurden durch Recherchen von EXIF zugänglich und weitere Untersuchungen durch andere Medien angestoßen.
Wie die Mitarbeiter von Exif die teilweise internen Informationen recherchiert haben, legen sie nicht offen. Laut dem Nachrichtenportal Watson haben sie sie zum Teil mit Originaldateien und dem Wortlaut interner E-Mails belegt. Viele der Angaben wurden von den Reportern des NDR unabhängig überprüft.
Im Jahr 2021 veröffentlichte das Portal Rechercheergebnisse zu den Hammerskins. Zwei Mitarbeitern der Stadt Bochum, die Teil des Netzwerks sind, wurden daraufhin gekündigt.

## Rezeption
Informationen aus den Recherchen von EXIF werden von Medien sowie in Fachliteratur und -artikeln zum Thema Rechtsextremismus verwendet und zitiert.
Nach Ansicht von Matthias Dell (Deutschlandfunk) werde diese journalistische Arbeit zu selten von anderen Medien oder der Gesellschaft gewürdigt. Über die Combat-18-Recherche von EXIF befand er: „Geschrieben sind diese Texte in großer Nüchternheit. Sie bilden die Wirklichkeit nicht ab durch schicke szenische Dramatisierungen, mit denen man sich für Journalistenpreise in Schale wirft. Vielmehr leben sie von Aufzählungen und Verknüpfungen – wer wann mit wem wo was gemacht hat.“
Ricarda Breyton (Die Welt) kritisierte, die EXIF-Autoren würden „im Schutz der Anonymität journalistische Mindeststandards über Bord [werfen]. Die im Pressekodex festgeschriebenen Selbstverpflichtungen seriöser Journalisten (Sorgfalt, Schutz der Ehre, Unschuldsvermutung) scheinen im Netz nicht zu gelten.“